# Els von Gemmingen
Els von Gemmingen (29. juni 1466 - 25. december 1532 i Speyer) var priorinde i Magdalenenklosteret i Speyer i 1504.

## Liv og virke
Els (Elisabeth) var en blandt flere børn af Hans von Gemmingen til Michelfeld, kaldet Keck Hans (1431-1487) og hans kone Brigitta von Neuenstein. Faderen havde planlagt en gejstlig karriere for alle sine børn frem til Orendel (1464-1520). Hendes bror Uriel von Gemmingen (1468-1514) arbejdede for Kurfyrstendømmet Mainz og Bistum Mainz fra 1508-1514. Els blev indskrevet på Magdaleneklostret i Speyer, hvor hun i 1498 sammen med sin bror George (1458-1511), donerede et kostbart vindue til kirkens kor. I 1504 blev hun valgt som priorinde i klostret, og i 1507 var hun involveret i opførelsen af den katolske kirke i Walldorf, hvor klostrets tiende blev sendt hen.
Hendes udsmykkede antifonar er blevet bevaret og befandt sig i 1929 i en schweizisk samling, før den blev solgt igen i 2012 på kunstauktion. Den rigt dekorerede liturgiske bog indeholder en miniature af Fol. 171, som forestiller den knælende Elizabeth foran sankt Katharina. Den er karakteriseret ved våbenskjolde for familiemedlemmer fra en von Gemmingen. Hun har et banner over hovedet og er klædt i en kappe tilhørende dominikanerordenen.